# Vitális Sándor
Vitális Sándor (Selmecbánya, 1900. április 13. – Budapest 1976. június 21.) geológus, egyetemi tanár, a föld- és ásványtani tudományok doktora, Kossuth-díjas.

## Életrajza
Egyetemi tanulmányait 1917-ben kezdte a Pázmány Péter Tudományegyetemen. 1922-ben kapott természetrajz–földrajz szakon végbizonyítványt, majd 1923-ban szerzett bányageológiai doktori oklevelet. 1942-ben pedig a Szegedi Tudományegyetemen hidrogeológiája tárgykörből nyert magántanári képesítést.  
1922-től 1946-ig a Salgótarjáni Kőszénbánya Részvénytársaság vállalati geológusaként Pécs, Komló, Kátás (1922–24), Szászvár (1925–27) környékén és Ausztriában (1928) irányította a vállalat szénkutatásait. Utóbb 1929–1946 között a vállalat központjában a földtani osztályt vezette az államosításig. 
1946-ban megbízták az országos méretű szénkutatás megszervezésével és irányításával. Hat éven át irányította változó hivatali beosztásban eleinte a kőszén, később valamennyi ásványi nyersanyag kutatását. 1951-ben megkapta a Kossuth-díjat.  
1952-ben hamis vádak alapján letartóztatták, 1952–1953-ban koncepciós per áldozataként került börtönbe. 
1954-ben rehabilitálták és kinevezték a budapesti tudományegyetem újonnan alakult Alkalmazott Földtani Tanszékének tanárává. Megszervezte és 1971-ben való nyugalomba vonulásáig vezette egyetemi tanszékét, geológushallgatók generációinak oktatta a Hidrogeológiát, Kőszénföldtant és más alkalmazott földtani tárgyakat. 
Életének 76. évében 1976. június 21-én Budapesten érte a halál.

## Munkássága
Földtani és vízföldtani kutatásai mellett foglalkozott még bányatelepek, városok, iparművek ivó- és ipari vízellátásával is. Nevéhez fűződik a sikondai és pünkösdfürdői hévvíz és a kisterenyei ásványvíz feltárása. 
Az országos szénkutatás és szénvagyonfelmérés mellett irányításával indult meg a radioaktív anyagok hazai kutatása, a recski érckutatás bentonitlelőhelyeinek kutatása és feltárása. Kezdeményezésére indult meg az ország földtani újratérképezése és hidrogeológiai térképezése. Szorgalmazta a Nagy-Alföld addig viszonylag elhanyagolt területének vizsgálatát. Közreműködött a szakmunkás- és szakemberképzésben is. 
Elsősorban gyakorlati szakember volt, számos társadalmi feladatot vállalt. Foglalkozott az ország szinte minden fontos geológiai, hidrogeológiai, műszaki földtani problémájával. 
Sokoldalú szakirodalmi munkássága jelentős részben publikálatlan szakvéleményekből áll, közzétett munkáinak száma meghaladja a százat.

## Tagságai
Több mint húsz szakbizottság tagja vagy elnöke volt. 
Az Országos Magyar Bányászati és Kohászati Egyesület emlékérmeinek tulajdonosa.

## Visszaemlékezései
- Geológus-szakértőként az Államvédelmi Hatóság vizsgálati fogságában; szerk. Hadobás Sándor; Bányászattörténeti Kutatások Alapítvány, Rudabánya, 2014